# Rosemarie Tinius
Rosemarie Tinius (* 11. Februar 1945 in Langugest im Landkreis Bilin, heute Jenišův Újezd, Tschechien) ist eine deutsche Politikerin (SPD).

## Ausbildung und Beruf
Nach dem Schulbesuch absolvierte Tinius eine kaufmännische Ausbildung und war anschließend im Groß- und Außenhandel tätig. Später machte sie eine Fortbildung zur Lehrerin und unterrichtete ab 1970 an Grund-, Haupt- und Realschulen in Niedersachsen. Von 1974 bis zu ihrer Wahl in den Landtag war sie Lehrerin am Gymnasium Ilsede. Darüber hinaus war sie in der Erwachsenenbildung tätig.

## Politik
Seit 1981 ist Tinius Mitglied der SPD. Sie ist Vorsitzende des Ortsvereins Lahstedt und gehört dem geschäftsführenden Vorstand des Unterbezirks Peine an. Von 1986 bis 2006 war Tinius Kreistagsabgeordnete im Landkreis Peine. Von 1994 bis 2008 gehörte Tinius dem Niedersächsischen Landtag an. Sie ist Mitglied der Gewerkschaft Erziehung und Wissenschaft, der Arbeiterwohlfahrt, der Europa-Union und des Sozialverbandes Deutschland.
| Personendaten    | Personendaten                   |
| ---------------- | ------------------------------- |
| NAME             | Tinius, Rosemarie               |
| KURZBESCHREIBUNG | deutsche Politikerin (SPD), MdL |
| GEBURTSDATUM     | 11. Februar 1945                |
| GEBURTSORT       | Langugest                       |